# قوزلو (کوثر)
قوزلو روستایی است که در استان اردبیل، شهرستان کوثر، بخش فیروز، دهستان زرج‌آباد قرار دارد.

## جمعیت
بر اساس سرشماری سال ۱۳۸۵ جمعیت این روستا ۴۵۸ نفر با ۱۱۱ خانوار بوده‌است.